# Imageador de Fresnel
O imageador de Fresnel é um projeto proposto de design ultraleve para um telescópio espacial que utiliza uma matriz de Fresnel como óptica primária em vez de uma lente típica. Ele foca a luz com uma folha fina e opaca perfurada com orifícios especialmente moldados, assim focando a luz em um determinado ponto usando o fenômeno da difração. Tais folhas padronizadas, chamadas de placa de zona de Fresnel, têm sido usadas há muito tempo para focar feixes de laser, mas até agora não foram utilizadas na astronomia. Nenhum material óptico está envolvido no processo de focalização como nos telescópios tradicionais. Em vez disso, a luz coletada pela matriz de Fresnel é concentrada em ópticas clássicas menores (por exemplo, 1/20 do tamanho da matriz), para formar uma imagem final.
As longas distâncias focais do imageador de Fresnel (alguns quilômetros) exigem operação por meio de voo em formação de dois veículos espaciais no ponto Lagrange L2 do sistema Sol-Terra. Nesse instrumento de voo em formação com duas espaçonaves, uma espaçonave sustenta o elemento de focalização: a matriz interferométrica de Fresnel; a outra espaçonave sustenta as ópticas de campo, a instrumentação focal e os detectores.

## Vantagens
- Uma imagem de Fresnel com uma folha de um determinado tamanho possui uma visão tão nítida quanto um telescópio tradicional com um espelho do mesmo tamanho, embora capte cerca de 10% da luz.[6][7]
- O uso de vácuo para as subaberturas individuais elimina defeitos de fase e limitações espectrais, que resultariam do uso de um material transparente ou reflexivo.[6]
- Pode observar no ultravioleta e no infravermelho, além da luz visível.[7]
- Atinge imagens de alto contraste, permitindo a observação de um objeto muito tênue nas proximidades de um objeto brilhante.[7]
- Como é construído utilizando uma folha ao invés de espelhos, espera-se que seja mais leve e, portanto, menos dispendioso para ser lançado do que um telescópio tradicional.[3]
- Um imageador de Fresnel de 30 metros seria poderoso o suficiente para observar planetas do tamanho da Terra dentro de 30 anos-luz da Terra, e medir o espectro de luz dos planetas para procurar sinais de vida, como oxigênio atmosférico. O imageador de Fresnel também poderia medir as propriedades de galáxias muito jovens no universo distante e tirar imagens detalhadas de objetos no Sistema Solar.[3]

## Desenvolvimento
O conceito foi testado com sucesso na luz visível e aguarda testes no UV. Um grupo de interesse internacional está sendo formado, com especialistas nos diferentes casos científicos. Uma proposta para uma missão de 2025-2030 foi submetida à chamada Visão Cósmica da ESA.
Em 2008, Laurent Koechlin do Observatoire Midi-Pyrénées em Toulouse, França, e sua equipe planejaram construir um pequeno telescópio imageador de Fresnel baseado em terra, anexando uma folha padrão de 20 centímetros a uma montagem de telescópio.
Koechlin e sua equipe concluíram o protótipo terrestre em 2012. Ele utiliza uma peça de folha de cobre de 20 cm quadrados com 696 anéis concêntricos como placa de zona. Seu comprimento focal é de 18 metros. Eles foram capazes de resolver as luas de Marte em relação ao planeta principal com ele.